# De partitionibus oratoriae
Le De  partionibus oratoriae (en français Divisions de l'art oratoire) est un petit traité sur la technique oratoire, écrit par Cicéron probablement en 46 av. J.-C. Destiné à son fils Marcus, il lui explique la construction de discours.

## Date de rédaction
La date de rédaction de l'ouvrage n'est pas connue avec certitude. Il est vraisemblable qu'il était achevé en été 46 av. J.-C., le fils de Cicéron âgé d'environ dix-neuf ans partant alors se perfectionner auprès de maîtres athéniens.
Selon une autre hypothèse, l'ouvrage daterait de 54 av. J.-C., époque à laquelle Cicéron désirait prendre en main l'éducation de son fils. Toutefois, ce dernier avait environ onze ans, âge trop précoce pour l'apprentissage de la rhétorique.

## Contenu
Le traité, en un seul livre, se présente sous la forme d'un dialogue, plus précisément d'un exposé en latin que Cicéron fait à son fils sur l'art de la rhétorique, essentiellement appliqué au discours judiciaire. Le plan est en trois parties principales : 
- quelle méthode doit posséder l'orateur pour élaborer un discours. L'orateur doit savoir inventer (du latin inventio, recherche des arguments), disposer (du latin disposito, organiser l'enchaînement de ces arguments), exprimer ses idées, les retenir et les énoncer en public (I-VIII).
- quel est le plan-type d'un discours : le discours comprend quatre parties successives, l'exorde, la narration ou récit des faits, la confirmation, la péroraison (VII-XVII).
- Les diverses sortes de questions abordées dans le discours : question générale, et question particulière ou cause (XVIII-XXXIX).

### Traductions
- Œuvres complètes de Cicéron, tome premier. Dialogue sur les partitions oratoires, trad. Damas-Hinard, sous la direction de M. Nisard, 1864, Paris, en ligne sur Remacle.org
- Cicéron, Divisions de l'art oratoire. Topiques, trad. Henri Bornecque, 1960 (première éd. 1925), Les Belles Lettres, 119 pages

### Ouvrages généraux
- Pierre Grimal, Cicéron, Fayard, 1986 (ISBN 978-2213017860)